# Волиняне
Волиняне — западнославянское племя, населявшее остров Волин в Померанской бухты и земли, прилегающие к племенному центру в Волине.
Баварский географ — анонимный документ, который примерно в 850 году упоминает название племени волиняне (Uelunzani), с указанием количества 70 жилых civitates — поселений, деревень. По сравнению с другими племенами, территория волинян была небольшой, но густонаселенной: в XI веке на четыре квадратных километра приходилось одно поселение. Пискорский описывал волинян как самое влиятельное племя Поморья (Померании). Такого положения они добились благодаря тому, что на месте сегодняшнего города Волина находился подконтрольный им торговый центр, который Пискорский соотносил с такими торговыми центрами, как Йомсборг, Винета, Юмна и Юлин.